# Tipula miwok
Tipula miwok är en tvåvingeart som beskrevs av Alexander 1945. Tipula miwok ingår i släktet Tipula och familjen storharkrankar. Inga underarter finns listade i Catalogue of Life.